# هيبي دي بونافيني
هيبي دي بونافيني (بالإسبانية: Hebe de Bonafini)‏ (4 ديسمبر 1928 - 20 نوفمبر 2022) هي ناشِطة حقوقية من الأرجنتين. كانت أحد مؤسسي جمعية أمهات بلازا دي مايو، وهي منظمة للأمهات الأرجنتينيات اللائي اختفى أبناؤهن أثناء عملية إعادة تنظيم الديكتاتورية العسكرية.